# Route nationale 313
Die Route nationale 313, kurz N 313 oder RN 313, war eine französische Nationalstraße, die von 1933 bis 1973 von Meulan zur N182 nördlich von Le Trait führte. Ihre Länge betrug 128 Kilometer.
Auf ihrem Weg lag eine Fährverbindung über die Seine, die mit der Eröffnung der Pont de Brotonne 1977 eingestellt wurde. 1978 wurde die N579A, eine Verbindungsstraße zwischen den A9 Abfahrt 26 und der N579, in N313 neu nummeriert. 2006 erfolgte die Abstufung zur D6313.